# Синтенис, Христиан Фридрих
Христиан Фридрих Синтенис (нем. Christian Friedrich Sintenis; 12 марта 1750, Цербст — 31 января 1820, Цербст) — немецкий писатель и богослов.

## Биография
Сын Иоганна Христиана Синтениса. 27 мая 1767 года поступил в Виттенбергский университет, где до 1770 года учился теологии и философии. В 1772 году — помощник проповедника в Нидерлепте (район Нуты), в следующем году стал пастором в Борнуме. Позже был диаконом в Церкви Св. Троицы в Цербсте с чином асессора консистории. В 1774 году женился на дочери казначея Шрётера. В 1787 году был заместителем пастора Кёзелица Церкви Св. Троицы, с 1792 года стал единственным пастором церкви, кем и оставался до 1820 года. Напечатал около 50 романов, сборников речей, сочинений по моральным, богословским и педагогическим вопросам, в которых выступал горячим защитником рационализма в религии и жизни. Два главных его сочиенения: «Elpizon» и «Pistenon» в своё время были очень популярны.

## Произведения
- Trakimor, oder das goldene Land, в 2 томах, Лейпциг 1787/88; возможно перевод
- Theodor, в 2 томах, Берлин 1786
- Elpizon, oder über meine Fortdauer im Tode., часть 1; Данциг 1795, часть 2; Цербст 1804 и часть 3; Лейпциг 1806
- Der Mensch im Umkreis seiner Pflichten., в 2 томах, Лейпциг 1804 и 1807
- Vater Roderich unter seinen Kindern, Виттенберг 1783, Лейпциг 1817
- Menschenfreuden aus meinem Garten in Zerbst, Франкфурт-на-Майне, Лейпциг 1778
- Hallo glücklicher Abend, Лейпциг 1783, 1787
- Robert und Elise, в 2 частях Лейпциг 1786
- Flemmings Geschichte, в 3 частях Лейпциг 1789-92
- Stunden für die Ewigkeit gelebt, Берлин 1791/92
- Briefe über die wichtigsten Gegenstände der Menschheit, в 4 томах, Лейпциг 1794-98.
- Dialogen des Küsters Ehrentraut mit den Honoratioren seines Dorfes, в 2 частях, Берлин 1796
- Sonntagsbuch zur Beförderung wahrer Erbauung zu Hause., в 5 частях Лейпциг 1801—1803, 1813.
- Oswald, der Greis oder mein letzter Glaube., Лейпциг 1813,1820